# Forte di Santo Antônio da Barra
Il Forte de Santo Antônio da Barra è un forte situato a Salvador, Bahia, in Brasile. Venne costruito per proteggere l'ingresso alla Baia di Ognissanti, durante il periodo dell'Impero portoghese. La prima fortificazione portoghese eretta a Bahia fu probabilmente costruita nel 1501, nella stessa area ora occupata dal Forte de Santo Antônio da Barra. La prima pietra fu posta in un'area chiamata Ponta de Padrão, ora conosciuta come il Largo do Farol da Barra, la piazza di fronte al forte.
Nel 1549, al fine di risolvere il problema delle sue colonie sudamericane, re Giovanni III del Portogallo istituì il Governatorato Generale del Brasile. L'ottavo Governatore Generale, Manuel Teles Barreto (in carica dal 1582 al 1587), ordinò la costruzione di una fortificazione più elaborata costruita nel sito, probabilmente di terra battuta e di forma ottagonale. Il decimo Governatore Generale, Francisco de Sousa, rinforzò la fortificazione con pietra e malta; la sua conformazione era simile al Forte de Nossa Senhora de Monte Serrat, del XVI secolo.
Nel 1621 re Filippo III di Spagna divise il Governatorato Generale del Brasile in due stati, uno con capitale Salvador (Maranhão) e l'altro con capitale Rio de Janeiro. Il Governatore Generale João de Lencastre modificò il piano del sito, assumendo l'ingegnere militare José Paes Esteves per convertire la fortificazione in un poligono a forma di stella. Nello stesso periodo fu collocato un faro all'interno del forte.